# Lijst van films (2020-2029)
Dit is een lijst van films uit de periode 2020-2029.

## 0-9
- 365 Days (2020)

## A
- Adú (2020)
- Ammonite (2020)
- Army of the Dead (2021)
- Artemis Fowl (2020)
- Ava (2020)
- Avatar: The Way of Water (2022)

## B
- Bad Boa's (2025)
- Bad Boys for Life (2020)
- Bambi: The Reckoning (2025)
- De beentjes van Sint-Hildegard (2020)
- Birds of Prey (2020)
- Bloodshot (2020)
- Buladó (2021)

## C
- The Call of the Wild (2020)
- Cherry (2021)
- Coffee & Kareem (2020)
- Coming 2 America (2021)
- The Croods: A New Age (2020)
- Cruella (2021)

## D
- Da 5 Bloods (2020)
- Dangerous Lies (2020)
- Dolittle (2020)
- Downhill (2020)
- Dracula: A Love Tale (2025)
- Druk (2020)
- Dubbel zes (2025)

## E
- The Eight Hundred (2020)
- El olvido que seremos (2020)
- El practicante (2020)
- Emma. (2020)
- Engel (2020)
- Enola Holmes (2020)
- Été 85 (2020)
- Eurovision Song Contest: The Story of Fire Saga (2020)
- Extraction (2020)

## F
- F9 (2021)
- A Fall from Grace (2020)
- The Fantastic Four: First Steps (2025)
- Fantasy Island (2020)
- Fatal Affair (2020)
- The Father (2020)
- Ferry (2021)
- De film van Rutger, Thomas & Paco (2025)
- Flora en de fantastische eekhoorn (2021)
- Freakier Friday  (2025)

## G
- The Glorias (2020)
- Godzilla vs. Kong (2021)
- Grenzeloos Verraad (2023)
- Greyhound (2020)
- Groeten van Gerri (2020)
- The Grudge (2020)

## H
- The Half of It (2020)
- Hasta el cielo (2020)
- Heads of State (2025)
- Hillbilly Elegy (2020)
- Hogar (2020)
- The Hunt (2020)

## I
- I Care a Lot (2020)
- I Know What You Did Last Summer (2025)
- I'm Thinking of Ending Things (2020)
- The Invisible Man (2020)
- Invisibles (2020)

## J
- Jiang Ziya (2020)
- Judas and the Black Messiah (2021)
- Juror No. 2 (2024)

## K
- The King of Staten Island (2020)
- Kruimeltje en de strijd om de goudmijn (2020)
- De kuthoer (2020)

## L
- The Last Thing He Wanted (2020)
- Like a Boss (2020)
- The Little Things (2021)
- Lost Girls (2020)
- The Lovebirds (2020)

## M
- Ma Rainey's Black Bottom (2020)
- Malcolm & Marie (2021)
- The Man Who Sold His Skin (2020)
- Mank (2020)
- Met mes (2022)
- The Midnight Sky (2020)
- Mignonnes (2020)
- Minari (2020)
- Mocro Maffia: Meltem (2021)
- Mocro Maffia: Tatta (2023)
- Mocro Maffia: Taxi (2024)
- Mulan (2020)

## N
- The Naked Gun (2025)
- The Nest (2020)
- The New Mutants (2020)
- News of the World (2020)
- Nobody (2021)
- Nobody 2 (2025)
- Nomadland (2020)

## O
- Ofrenda a la tormenta (2020)
- The Old Guard (2020)
- On the Rocks (2020)
- One Night in Miami (2020)
- Onward (2020)
- Onze Jongens in Miami (2020)
- De Oost (2020)
- Orígenes secretos (2020)

## P
- Pieces of a Woman (2020)
- Ponyboi (2024)
- Project Power (2020)
- The Prom (2020)
- Promising Young Woman (2020)

## Q
- A Quiet Place Part II (2020)
- Quo vadis, Aida? (2020)

## R
- Raya and the Last Dragon (2021)
- Rebecca (2020)
- Rebuilding Paradise (2020)
- Relay (2024)
- The Rhythm Section (2020)
- Rifkin's Festival (2020)

## S
- Scoob! (2020)
- Sergio (2020)
- De Slag om de Schelde (2020)
- Sonic the Hedgehog (2020)
- Soul (2020)
- The Speedway Murders (2023)
- Spenser Confidential (2020)
- Spin the Bottle (2024)
- The SpongeBob Movie: Sponge on the Run (2020)
- Stargirl (2020)
- Suriname (2020)

## T
- Tenet (2020)
- Tolo Tolo (2020)
- Tom & Jerry (2021)
- The Trial of the Chicago 7 (2020)
- The Turning (2020)

## U
- Uncorked (2020)
- Underwater (2020)
- Unhinged (2020)
- The United States vs. Billie Holiday (2021)

## W
- The Way Back (2020)
- The White Tiger (2021)
- The Willoughbys (2020)
- Wonder Woman 1984 (2020)
- Worth (2020)

## Z
- Zack Snyder's Justice League (2021)
- Zola (2020)